# Statistiche e record di Ivan Lendl

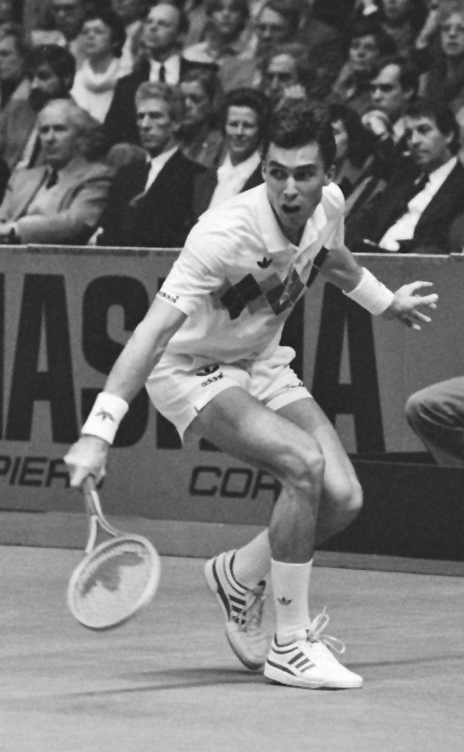
Ivan Lendl

In questa pagina sono riportate le statistiche e i record realizzati da Ivan Lendl durante la sua carriera tennistica.

## Statistiche

### Singolare (94)

#### Grande Slam

##### Vinte (8)
| Anno | Torneo              | Superficie  | Avversario in finale | Punteggio               |
| 1984 | Open di Francia     | Terra rossa | John McEnroe         | 3–6, 2–6, 6–4, 7–5, 7–5 |
| 1985 | US Open             | Cemento     | John McEnroe         | 7–6, 6–3, 6–4           |
| 1986 | Open di Francia (2) | Terra rossa | Mikael Pernfors      | 6–3, 6–2, 6–4           |
| 1986 | US Open (2)         | Cemento     | Miloslav Mečíř       | 6–4, 6–2, 6–0           |
| 1987 | Open di Francia (3) | Terra rossa | Mats Wilander        | 7–5, 6–2, 3–6, 7–6      |
| 1987 | US Open (3)         | Cemento     | Mats Wilander        | 6–7, 6–0, 7–6, 6–4      |
| 1989 | Australian Open     | Cemento     | Miloslav Mečíř       | 6–2, 6–2, 6–2           |
| 1990 | Australian Open (2) | Cemento     | Stefan Edberg        | 4–6, 7–6, 5–2 ritiro    |

##### Sconfitte (11)
| Anno | Torneo              | Superficie  | Avversario in finale | Punteggio               |
| 1981 | Open di Francia     | Terra rossa | Björn Borg           | 6–1, 4–6, 6–2, 3–6, 6–2 |
| 1982 | US Open             | Cemento     | Jimmy Connors        | 6–3, 6–2, 4–6, 6–4      |
| 1983 | US Open (2)         | Cemento     | Jimmy Connors        | 6–3, 6–7, 7–5, 6–0      |
| 1983 | Australian Open     | Erba        | Mats Wilander        | 6–1, 6–4, 6–4           |
| 1984 | US Open (3)         | Cemento     | John McEnroe         | 6–3, 6–4, 6–1           |
| 1985 | Open di Francia (2) | Terra rossa | Mats Wilander        | 3–6, 6–4, 6–2, 6–2      |
| 1986 | Wimbledon           | Erba        | Boris Becker         | 6–4, 6–3, 7–5           |
| 1987 | Wimbledon (2)       | Erba        | Pat Cash             | 7–6, 6–2, 7–5           |
| 1988 | US Open (4)         | Cemento     | Mats Wilander        | 6–4, 4–6, 6–3, 5–7, 6–4 |
| 1989 | US Open (5)         | Cemento     | Boris Becker         | 7–6, 1–6, 6–3, 7–6      |
| 1991 | Australian Open (2) | Cemento     | Boris Becker         | 1–6, 6–4, 6–4, 6–4      |

#### Tutti i titoli (94)
Legenda
| Finals |

| No. | Data              | Torneo                                                | Superficie       | Avversario in finale   | Punteggio                      | Circuito   |
| --- | ----------------- | ----------------------------------------------------- | ---------------- | ---------------------- | ------------------------------ | ---------- |
| 1.  | 14 aprile 1980    | Houston Open, Houston                                 | Terra rossa      | Eddie Dibbs            | 6-1 6-3                        | Grand Prix |
| 2.  | 17 agosto 1980    | Canada Open, Toronto                                  | Cemento          | Björn Borg             | 4-6, 5-4 ritiro                | Grand Prix |
| 3.  | 12 ottobre 1980   | Torneo Godó, Barcellona                               | Terra rossa      | Guillermo Vilas        | 6-4, 5-7, 6-4, 4-6, 6-1        | Grand Prix |
| 4.  | 19 ottobre 1980   | Swiss Indoors, Basilea                                | Cemento indoor   | Björn Borg             | 6-3, 6-2, 5-7, 0-6, 6-4        | Grand Prix |
| 5.  | 20 ottobre 1980   | Japan Open Tennis Championships, Tokyo                | Terra rossa      | Eliot Teltscher        | 3-6 6-4 6-0                    | Grand Prix |
| 6.  | 3 novembre 1980   | Hong Kong Open, Hong Kong                             | Cemento          | Brian Teacher          | 5-7 7-6 6-3                    | Grand Prix |
| 7.  | 10 novembre 1980  | ATP Taipei, Taipei                                    | Sintetico indoor | Brian Teacher          | 6-7 6-3 6-3                    | Grand Prix |
| 8.  | 23 marzo 1981     | Stuttgart Indoor, Stoccarda                           | Cemento indoor   | Chris Lewis            | 6-3 6-0 6-7 6-3                | Grand Prix |
| 9.  | 20 aprile 1981    | Alan King Tennis Classic, Las Vegas                   | Cemento          | Harold Solomon         | 6-4 6-2                        | Grand Prix |
| 10. | 10 agosto 1981    | Canada Open, Montréal                                 | Cemento          | Eliot Teltscher        | 6-3 6-2                        | Grand Prix |
| 11. | 29 settembre 1981 | Madrid Tennis Grand Prix, Madrid                      | Terra rossa      | Pablo Arraya           | 6-3 6-2 6-2                    | Grand Prix |
| 12. | 5 ottobre 1981    | Torneo Godó, Barcellona                               | Terra rossa      | Guillermo Vilas        | 6-0 6-3 6-0                    | Grand Prix |
| 13. | 12 ottobre 1981   | Swiss Indoors, Basilea                                | Cemento indoor   | José Luis Clerc        | 6-2 6-3 6-0                    | Grand Prix |
| 14. | 19 ottobre 1981   | Vienna Indoor, Vienna                                 | Cemento indoor   | Brian Gottfried        | 1–6, 6–0, 6–1, 6–2             | Grand Prix |
| 15. | 26 ottobre 1981   | Cologne Grand Prix, Colonia                           | Cemento indoor   | Sandy Mayer            | 6-3 6-3                        | Grand Prix |
| 16. | 16 novembre 1981  | ATP Buenos Aires, Buenos Aires                        | Terra rossa      | Guillermo Vilas        | 6-1 6-2                        | Grand Prix |
| 17. | 13 gennaio 1981   | Volvo Masters, New York                               | Sintetico indoor | Vitas Gerulaitis       | 6(5)–7-, 2–6, 7–6(6), 6–2, 6–4 | Grand Prix |
| 18. | 25 gennaio 1982   | Delray Beach WCT, Delray Beach                        | Terra rossa      | Peter McNamara         | 6-4 4-6 6-4                    | WCT        |
| 19. | 8 febbraio 1982   | Genoa WCT, Genova                                     | Sintetico indoor | Vitas Gerulaitis       | 6-7 6-4 6-2 6-3                | WCT        |
| 20. | 8 marzo 1982      | Munich WCT, Monaco di Baviera                         | Sintetico indoor | Tomáš Šmíd             | 3–6, 6–3, 6–1, 6–2             | WCT        |
| 21. | 15 marzo 1982     | Strasbourg WCT, Strasburgo                            | Sintetico indoor | Tim Mayotte            | 6-0 7-5 6-1                    | WCT        |
| 22. | 29 marzo 1982     | Frankfurt Grand Prix, Francoforte                     | Sintetico indoor | Peter McNamara         | 6-2 6-2                        | Grand Prix |
| 23. | 12 aprile 1982    | Houston Open, Houston                                 | Terra rossa      | José Luis Clerc        | 3-6 7-6 6-0 1-4 ritiro         | WCT        |
| 24. | 20 aprile 1982    | WCT Finals, Dallas                                    | Sintetico indoor | John McEnroe           | 6–2, 3–6, 6–3, 6–3             | WCT        |
| 25. | 2 maggio 1982     | WCT Tournament of Champions, Forest Hills             | Terra rossa      | Eddie Dibbs            | 6-1 6-1                        | WCT        |
| 26. | 19 luglio 1982    | Sovran Bank Classic, Washington                       | Terra rossa      | Jimmy Arias            | 6-3 6-3                        | Grand Prix |
| 27. | 26 luglio 1982    | ATP Volvo International, North Conway                 | Terra rossa      | José Higueras          | 6-3 6-2                        | Grand Prix |
| 28. | 15 agosto 1982    | Cincinnati Open, Cincinnati                           | Cemento          | Steve Denton           | 6-2 7-6                        | Grand Prix |
| 29. | 20 settembre 1982 | Los Angeles WCT, Los Angeles                          | Sintetico indoor | Kevin Curren           | 7-6 7-5 6-1                    | WCT        |
| 30. | 17 ottobre 1982   | WCT Fall Finals, Napoli                               | Sintetico indoor | Wojciech Fibak         | 6-4 6-2 6-1                    | WCT        |
| 31. | 14 dicembre 1982  | Hartford WCT, Hartford                                | Sintetico indoor | Bill Scanlon           | 6-2 6-4 7-5                    | WCT        |
| 32. | 18 gennaio 1983   | Volvo Masters, New York                               | Sintetico indoor | John McEnroe           | 6-4 6-4 6-2                    | Grand Prix |
| 33. | 24 gennaio 1983   | WCT Winter Finals, Detroit                            | Sintetico indoor | Guillermo Vilas        | 7-5, 6-2, 2-6, 6-4             | WCT        |
| 34. | 21 marzo 1983     | Milan Indoor, Milano                                  | Sintetico indoor | Kevin Curren           | 5-7 6-3 7-6                    | Grand Prix |
| 35. | 4 aprile 1983     | Houston Open, Houston                                 | Terra rossa      | Paul McNamee           | 6-2 6-0 6-3                    | WCT        |
| 36. | 12 aprile 1983    | WCT Spring Finals, Hilton Head                        | Terra rossa      | Guillermo Vilas        | 6-2 6-1 6-0                    | WCT        |
| 37. | 8 agosto 1983     | Canada Open, Montréal                                 | Cemento          | Anders Järryd          | 6-2 6-2                        | Gran Prix  |
| 38. | 19 settembre 1983 | Pacific Coast Championships, San Francisco            | Sintetico indoor | John McEnroe           | 3-6 7-6 6-4                    | Gran Prix  |
| 39. | 24 ottobre 1983   | Tokyo Indoor, Tokyo                                   | Sintetico indoor | Scott Davis            | 3-6 6-3 6-4                    | Gran Prix  |
| 40. | 9 aprile 1984     | ATP Lussemburgo, Lussemburgo                          | Sintetico indoor | Tomáš Šmíd             | 6-4 6-4                        | Gran Prix  |
| 41. | 10 giugno 1984    | Open di Francia, Parigi                               | Terra rossa      | John McEnroe           | 3-6 2-6 6-4 7-5 7-5            | Gran Prix  |
| 42. | 5 novembre 1984   | Wembley Championship, Wembley                         | Sintetico indoor | Andrés Gómez           | 7-6 6-2 6-1                    | Gran Prix  |
| 43. | 10 febbraio 1986  | Lipton International Players Championships, Boca West | Cemento          | Mats Wilander          | 3–6, 6–1, 7–6, 6–4             | Gran Prix  |
| 44. | 25 marzo 1985     | Paine Webber Classic, Fort Myers                      | Cemento          | Jimmy Connors          | 6-3 6-2                        | Gran Prix  |
| 45. | 1º aprile 1985    | Monte Carlo Open, Monte Carlo                         | Terra rossa      | Mats Wilander          | 6–1, 6–3, 4–6, 6–4             | Gran Prix  |
| 46. | 8 aprile 1985     | WCT Finals, Dallas                                    | Sintetico indoor | Tim Mayotte            | 7-6 6-4 6-1                    | Gran Prix  |
| 47. | 6 maggio 1985     | WCT Tournament of Champions, Forest Hills             | Terra rossa      | Tim Mayotte            | 7-6 6-4 6-1                    | Gran Prix  |
| 48. | 22 luglio 1985    | U.S. Men's Clay Court Championships, Indianapolis     | Terra rossa      | Andrés Gómez           | 6-1 6-3                        | Gran Prix  |
| 49. | 8 settembre 1985  | US Open, New York                                     | Cemento          | John McEnroe           | 7-6(1) 6-3 6-4                 | Gran Prix  |
| 50. | 9 settembre 1985  | Mercedes Cup, Stoccarda                               | Terra rossa      | Brad Gilbert           | 6-4 6-0                        | Gran Prix  |
| 51. | 14 ottobre 1985   | Australian Indoor Championships, Sydney               | Cemento indoor   | Henri Leconte          | 6-4 6-4 7-6                    | Gran Prix  |
| 52. | 21 ottobre 1985   | Tokyo Indoor, Tokyo                                   | Sintetico indoor | Mats Wilander          | 6-0 6-4                        | Gran Prix  |
| 53. | 11 novembre 1985  | Wembley Championship, Wembley                         | Sintetico indoor | Boris Becker           | 6-7, 6-3, 4-6, 6-4, 6-4        | Gran Prix  |
| 54. | 14 gennaio 1985   | Nabisco Masters, New York                             | Sintetico indoor | Boris Becker           | 6-2 7-6 6-3                    | Gran Prix  |
| 55. | 27 gennaio 1986   | U.S. Pro Indoor, Filadelfia                           | Sintetico indoor | Tim Mayotte            | walkover                       | Gran Prix  |
| 56. | 10 marzo 1986     | Milan Indoor, Milano                                  | Sintetico indoor | Joakim Nyström         | 6-2 6-2 6-4                    | Gran Prix  |
| 57. | 17 marzo 1986     | Paine Webber Classic, Fort Myers                      | Cemento          | Jimmy Connors          | 6-2 6-0                        | Gran Prix  |
| 58. | 12 maggio 1986    | Internazionali d'Italia, Roma                         | Terra rossa      | Emilio Sánchez         | 7–5, 4–6, 6–1, 6–1             | Gran Prix  |
| 59. | 8 giugno 1986     | Open di Francia, Parigi                               | Terra rossa      | Mikael Pernfors        | 6-3 6-2 6-4                    | Gran Prix  |
| 60. | 4 agosto 1986     | ATP Volvo International, Stratton Mountain            | Cemento          | Boris Becker           | 6-4 7-6                        | Gran Prix  |
| 61. | 7 settembre 1986  | US Open, New York                                     | Cemento          | Miloslav Mečíř         | 6-4 6-2 6-0                    | Gran Prix  |
| 62. | 1º dicembre 1986  | Nabisco Masters, New York                             | Sintetico indoor | Boris Becker           | 6-4 6-4 6-4                    | Gran Prix  |
| 63. | 27 aprile 1987    | ATP German Open, Amburgo                              | Terra rossa      | Miloslav Mečíř         | 6-2 6-1 6-4                    | Gran Prix  |
| 64. | 7 giugno 1987     | Open di Francia, Parigi                               | Terra rossa      | Mats Wilander          | 7-5 6-2 3-6 7-6(3)             | Gran Prix  |
| 65. | 27 luglio 1987    | Sovran Bank Classic, Washington                       | Cemento          | Brad Gilbert           | 6-1 6-0                        | Gran Prix  |
| 66. | 10 agosto 1987    | Canada Open, Montréal                                 | Cemento          | Stefan Edberg          | 6-4 7-6                        | Gran Prix  |
| 67. | 14 settembre 1987 | US Open, New York                                     | Cemento          | Mats Wilander          | 6-7(7) 6-0 7–6(4) 6-4          | Gran Prix  |
| 68. | 12 ottobre 1987   | Australian Indoor Championships, Sydney               | Cemento indoor   | Pat Cash               | 6-4 6-2 6-4                    | Gran Prix  |
| 69. | 10 novembre 1987  | Wembley Championship, Wembley                         | Sintetico indoor | Anders Järryd          | 6-3 6-2 7-5                    | Gran Prix  |
| 70. | 2 dicembre 1987   | Nabisco Masters, New York                             | Sintetico indoor | Mats Wilander          | 6-2 6-2 6-3                    | Gran Prix  |
| 71. | 18 aprile 1988    | Monte Carlo Open, Monte Carlo                         | Terra rossa      | Martín Jaite           | 6-1 6-3                        | Gran Prix  |
| 72. | 9 maggio 1988     | Internazionali d'Italia, Roma                         | Terra rossa      | Guillermo Pérez Roldán | 2-6 6-4 6-2 4-6 6-4            | Gran Prix  |
| 73. | 8 agosto 1988     | Canada Open, Toronto                                  | Cemento          | Kevin Curren           | 7-6 6-2                        | Gran Prix  |
| 74. | 29 gennaio 1989   | Australian Open, Melbourne                            | Cemento          | Miloslav Mečíř         | 6-2 6-2 6-2                    | Gran Prix  |
| 75. | 6 marzo 1989      | Eagle Classic, Scottsdale                             | Cemento          | Stefan Edberg          | 6-2 6-3                        | Gran Prix  |
| 76. | 20 marzo 1989     | Lipton International Players Championships, Miami     | Cemento          | Thomas Muster          | walkover                       | Gran Prix  |
| 77. | 1º maggio 1989    | WCT Tournament of Champions, Forest Hills             | Terra rossa      | Jaime Yzaga            | 6-2 6-1                        | Gran Prix  |
| 78. | 8 maggio 1989     | ATP German Open, Amburgo                              | Terra rossa      | Horst Skoff            | 6-4 6-1 6-3                    | Gran Prix  |
| 79. | 12 giugno 1989    | Queen's Club Championships, Londra                    | Erba             | Christo van Rensburg   | 4-6 6-3 6-4                    | Gran Prix  |
| 80. | 14 agosto 1989    | Canada Open, Montréal                                 | Cemento          | John McEnroe           | 6-1 6-3                        | Gran Prix  |
| 81. | 25 settembre 1989 | ATP Bordeaux, Bordeaux                                | Terra rossa      | Emilio Sánchez         | 6-2 6-2                        | Gran Prix  |
| 82. | 9 ottobre 1989    | Australian Indoor Championships, Sydney               | Cemento indoor   | Lars-Anders Wahlgren   | 6-2 6-2 6-1                    | Gran Prix  |
| 83. | 6 novembre 1989   | Stockholm Open, Stoccolma                             | Sintetico indoor | Magnus Gustafsson      | 7-5 6-0 6-3                    | Gran Prix  |
| 84. | 28 gennaio 1990   | Australian Open, Melbourne                            | Cemento          | Stefan Edberg          | 4-6 7-6(3) 5-2 ritiro          | Gran Prix  |
| 85. | 5 febbraio 1990   | Milan Indoor, Milano                                  | Sintetico indoor | Tim Mayotte            | 6-3 6-2                        | ATP Tour   |
| 86. | 12 febbraio 1990  | Toronto Indoor, Toronto                               | Sintetico indoor | Tim Mayotte            | 6-3 6-0                        | ATP Tour   |
| 87. | 11 giugno 1990    | Queen's Club Championships, Londra                    | Erba             | Boris Becker           | 6-3 6-2                        | ATP Tour   |
| 88. | 8 ottobre 1990    | Tokyo Indoor, Tokyo                                   | Sintetico indoor | Boris Becker           | 4-6 6-3 7-6                    | ATP Tour   |
| 89. | 11 febbraio 1991  | U.S. Pro Indoor, Filadelfia                           | Sintetico indoor | Pete Sampras           | 5-7 6-4 6-4 3-6 6-3            | ATP Tour   |
| 90. | 18 febbraio 1991  | U.S. National Indoor, Memphis                         | Cemento indoor   | Michael Stich          | 7-5 6-3                        | ATP Tour   |
| 91. | 19 agosto 1991    | Waldbaum's Hamlet Cup, Long Island                    | Cemento          | Stefan Edberg          | 6-3 6-2                        | ATP Tour   |
| 92. | 12 ottobre 1992   | Tokyo Indoor, Tokyo                                   | Sintetico indoor | Henrik Holm            | 7-6(7) 6-4                     | ATP Tour   |
| 93. | 26 aprile 1993    | BMW Open, Monaco di Baviera                           | Terra rossa      | Michael Stich          | 7-6(2) 6-3                     | ATP Tour   |
| 94. | 11 ottobre 1993   | Tokyo Indoor, Tokyo                                   | Sintetico indoor | Todd Martin            | 6-4 6-4                        | ATP Tour   |

#### Finali perse (52)
| No. | Data              | Torneo                                            | Superficie       | Avversario in finale | Punteggio                | Circuito   |
| --- | ----------------- | ------------------------------------------------- | ---------------- | -------------------- | ------------------------ | ---------- |
| 1.  | 11 giugno 1979    | Brussels Outdoor, Bruxelles                       | Terra rossa      | Balázs Taróczy       | 6-1 1-6 6-3              | Grand Prix |
| 2.  | 3 marzo 1980      | Washington Indoor, Washington                     | Sintetico indoor | Victor Amaya         | 6-7 6-4 7-5              | Grand Prix |
| 3.  | 21 luglio 1980    | Austrian Open, Kitzbühel                          | Terra rossa      | Guillermo Vilas      | 6-3 6-2 6-2              | Grand Prix |
| 4.  | 14 gennaio 1981   | Volvo Masters, New York                           | Sintetico indoor | Björn Borg           | 6-4 6-2 6-2              | Grand Prix |
| 5.  | 2 febbraio 1981   | Richmond WCT, Richmond                            | Sintetico indoor | Yannick Noah         | 6–1, 3–1, ritiro         | Grand Prix |
| 6.  | 16 febbraio 1981  | Grand Marnier Tennis Games, La Quinta             | Cemento          | Jimmy Connors        | 6-3 7-6                  | Grand Prix |
| 7.  | 7 giugno 1981     | Open di Francia, Parigi                           | Terra rossa      | Björn Borg           | 6-1 4-6 6-2 3-6 6-1      | Grand Prix |
| 8.  | 13 luglio 1981    | Stuttgart Open, Stoccarda                         | Terra rossa      | Björn Borg           | 1-6, 7-6, 6-2, 6-4       | Grand Prix |
| 9.  | 3 agosto 1981     | U.S. Men's Clay Court Championships, Indianapolis | Terra rossa      | José Luis Clerc      | 4-6 6-4 6-2              | Grand Prix |
| 10. | 15 febbraio 1982  | Rancho Mirage Classic, La Quinta                  | Cemento          | Yannick Noah         | 6-4 3-6 6-2              | Grand Prix |
| 11. | 5 aprile 1982     | Monte Carlo Open, Monte Carlo                     | Terra rossa      | Guillermo Vilas      | 6-1 7-6 6-3              | Grand Prix |
| 12. | 26 aprile 1982    | Madrid Tennis Grand Prix, Madrid                  | Terra rossa      | Guillermo Vilas      | 6-7, 4-6, 6-0, 6-3, 6-3  | Grand Prix |
| 13. | 9 agosto 1982     | Canada Open, Toronto                              | Cemento          | Vitas Gerulaitis     | 4-6 6-1 6-3              | Grand Prix |
| 14. | 12 settembre 1982 | US Open, New York                                 | Cemento          | Jimmy Connors        | 6-3 6-2 4-6 6-4          | Grand Prix |
| 15. | 31 gennaio 1983   | U.S. Pro Indoor, Filadelfia                       | Sintetico indoor | John McEnroe         | 4–6, 7–6, 6–4, 6–3       | Grand Prix |
| 16. | 7 marzo 1983      | Brussels Indoor, Bruxelles                        | Sintetico indoor | Peter McNamara       | 6-4 4-6 7-6              | Grand Prix |
| 17. | 26 aprile 1983    | WCT Finals, Dallas                                | Sintetico indoor | John McEnroe         | 6–2, 4–6, 6–3, 6–7, 7–6  | WCT        |
| 18. | 11 settembre 1983 | US Open, New York                                 | Cemento          | Jimmy Connors        | 6-3 6-7 7-5 6-0          | Grand Prix |
| 19. | 12 dicembre 1983  | Australian Open, Melbourne                        | Erba             | Mats Wilander        | 6-3 6-7 7-5 6-0          | Grand Prix |
| 20. | 10 gennaio 1984   | Volvo Masters, New York                           | Sintetico indoor | John McEnroe         | 6-3 6-4 6-4              | Grand Prix |
| 21. | 23 gennaio 1984   | U.S. Pro Indoor, Filadelfia                       | Sintetico indoor | John McEnroe         | 6–3, 3–6, 6–3, 7–6       | Grand Prix |
| 22. | 5 marzo 1984      | Brussels Indoor, Bruxelles                        | Sintetico indoor | John McEnroe         | 6-1 6-3                  | Grand Prix |
| 23. | 12 marzo 1984     | ABN AMRO World Tennis Tournament, Rotterdam       | Sintetico indoor | Jimmy Connors        | Non terminata (6–0, 1–0) | Grand Prix |
| 24. | 6 maggio 1984     | WCT Tournament of Champions, Forest Hills         | Terra rossa      | John McEnroe         | 6-4 6-2                  | WCT        |
| 25. | 9 settembre 1984  | US Open, New York                                 | Cemento          | John McEnroe         | 6-3 6-4 6-1              | Grand Prix |
| 26. | 8 ottobre 1984    | Australian Indoor Championships, Sydney           | Cemento indoor   | Anders Järryd        | 6-3 6-2 6-4              | Grand Prix |
| 27. | 15 ottobre 1984   | Tokyo Indoor, Tokyo                               | Sintetico indoor | Jimmy Connors        | 6-4 3-6 6-0              | Grand Prix |
| 28. | 8 gennaio 1985    | Volvo Masters, New York                           | Sintetico indoor | John McEnroe         | 7-5 6-0 6-4              | Grand Prix |
| 29. | 9 giugno 1985     | Open di Francia, Parigi                           | Terra rossa      | Mats Wilander        | 3-6 6-4 6-2 6-2          | Grand Prix |
| 30. | 5 agosto 1985     | ATP Volvo International, Stratton Mountain        | Cemento          | John McEnroe         | 7-6 6-2                  | Grand Prix |
| 31. | 18 agosto 1985    | Canada Open, Montréal                             | Cemento          | John McEnroe         | 7-5 6-3                  | Grand Prix |
| 32. | 24 marzo 1986     | Chicago Grand Prix, Chicago                       | Sintetico indoor | Boris Becker         | 7-6 6-3                  | Grand Prix |
| 33. | 6 luglio 1986     | Torneo di Wimbledon, Londra                       | Erba             | Boris Becker         | 6-4 6-3 7-5              | Grand Prix |
| 34. | 13 ottobre 1986   | Australian Indoor Championships, Sydney           | Cemento indoor   | Boris Becker         | 3–6, 7–6, 6–2, 6–0       | Grand Prix |
| 35. | 23 febbraio 1987  | Lipton International Players Championships, Miami | Cemento          | Miloslav Mečíř       | 7-5 6-2 7-5              | Grand Prix |
| 36. | 5 luglio 1987     | Torneo di Wimbledon, Londra                       | Erba             | Pat Cash             | 7-6(5) 6-2 7-5           | Grand Prix |
| 37. | 3 agosto 1987     | ATP Volvo International, Stratton Mountain        | Cemento          | John McEnroe         | 6–7, 1–4 interrotta      | Grand Prix |
| 38. | 20 ottobre 1987   | Tokyo Indoor, Tokyo                               | Sintetico indoor | Stefan Edberg        | 6-7 6-4 6-4              | Grand Prix |
| 39. | 11 settembre 1988 | US Open, New York                                 | Cemento          | Mats Wilander        | 6-4 4-6 6-3 5-7 6-4      | Grand Prix |
| 40. | 28 novembre 1988  | Nabisco Masters, New York                         | Sintetico indoor | Boris Becker         | 5-7 7-6 3-6 6-2 7-6      | Grand Prix |
| 41. | 17 aprile 1989    | Japan Open Tennis Championships, Tokyo            | Cemento          | Stefan Edberg        | 6-3 2-6 6-4              | Grand Prix |
| 42. | 10 settembre 1989 | US Open, New York                                 | Cemento          | Boris Becker         | 7-6(2) 1-6 6-3 7-6(4)    | Grand Prix |
| 43. | 19 febbraio 1990  | Stuttgart Championship Series, Stoccarda          | Sintetico indoor | Boris Becker         | 6-2 6-2                  | ATP Tour   |
| 44. | 27 gennaio 1991   | Australian Open, Melbourne                        | Cemento          | Boris Becker         | 1-6 6-4 6-4 6-4          | ATP Tour   |
| 45. | 25 febbraio 1991  | ABN AMRO World Tennis Tournament, Rotterdam       | Sintetico indoor | Omar Camporese       | 3-6 7-6(4) 7-6(4)        | ATP Tour   |
| 46. | 8 aprile 1991     | Japan Open Tennis Championships, Tokyo            | Cemento          | Stefan Edberg        | 6-1 7-5 6-0              | ATP Tour   |
| 47. | 20 luglio 1992    | Canada Open, Toronto                              | Cemento          | Andre Agassi         | 3-6 6-2 6-0              | ATP Tour   |
| 48. | 10 agosto 1992    | Cincinnati Open, Cincinnati                       | Cemento          | Pete Sampras         | 6-3 3-6 6-3              | ATP Tour   |
| 49. | 24 agosto 1992    | Waldbaum's Hamlet Cup, Long Island                | Cemento          | Petr Korda           | 6-2 6-2                  | ATP Tour   |
| 50. | 15 febbraio 1993  | U.S. Pro Indoor, Filadelfia                       | Sintetico indoor | Mark Woodforde       | 5-4 ritiro               | ATP Tour   |
| 51. | 12 aprile 1993    | ATP Nizza, Nizza                                  | Terra rossa      | Marc-Kevin Goellner  | 1-6 6-4 6-2              | ATP Tour   |
| 52. | 10 gennaio 1994   | New South Wales Open, Sydney                      | Cemento          | Pete Sampras         | 7-6(5) 6-4               | ATP Tour   |

### Titoli non ATP

#### Tornei con almeno 8 partecipanti
| No. | Data              | Torneo                                       | Superficie       | Avversario in finale | Punteggio           |
| --- | ----------------- | -------------------------------------------- | ---------------- | -------------------- | ------------------- |
| 1.  | 14 settembre 1980 | Brazil Invitational, San Paolo               | Terra rossa      | Gene Mayer           | 6–4 6–2             |
| 2.  | 27 febbraio 1981  | Bitti Bergamo Memorial, Genova               | Sintetico indoor | Johan Kriek          | 6–2, 6–2            |
| 3.  | 30 agosto 1981    | AMF Head Cup, White Plains                   | Cemento          | Ilie Năstase         | walkover            |
| 4.  | 29 novembre 1981  | Master Brooklyn Chewing Gum, Milano          | Sintetico indoor | John McEnroe         | 6-4 2-6 6-4         |
| 5.  | 7 febbraio 1982   | Molson Light Challenge, Toronto              | Sintetico indoor | John McEnroe         | 7-5 3-6 7-6 7-5     |
| 6.  | 24 ottobre 1982   | Mazda Super Challenge, Melbourne             | Sintetico indoor | Vitas Gerulaitis     | 6-2 6-2 7-5         |
| 7.  | 5 dicembre 1982   | European Community Championship, Anversa     | Sintetico indoor | John McEnroe         | 3-6 7-6 6-3 6-3     |
| 8.  | 16 gennaio 1983   | Challenge of Champions, Rosemont             | Sintetico indoor | Jimmy Connors        | 4–6, 6–4, 7–5, 6–4  |
| 9.  | 5 febbraio 1984   | Molson Light Challenge, Toronto              | Sintetico indoor | Yannick Noah         | 6-0 6-2 6-4         |
| 10. | 26 agosto 1984    | Hamlet Challenge Cup, Jericho                | Cemento          | Andres Gomez         | 6-2 6-4             |
| 11. | 18 novembre 1984  | European Community Championship, Anversa     | Sintetico indoor | Anders Järryd        | 6-2 6-1 6-2         |
| 12. | 25 agosto 1985    | Hamlet Challenge Cup, Jericho                | Cemento          | Jimmy Connors        | 6-1 6-3             |
| 13. | 3 novembre 1985   | European Community Championship, Anversa     | Sintetico indoor | John McEnroe         | 1-6 7-6 6-2 6-2     |
| 14. | 12 gennaio 1986   | Challenge of Champions, Atlanta              | Sintetico        | Jimmy Connors        | 6-2 6-3             |
| 15. | 4 maggio 1986     | Audi Tournament, Ede                         | Terra rossa      | Stefan Edberg        | 7-6 6-3             |
| 16. | 24 agosto 1986    | Hamlet Challenge Cup, Jericho                | Cemento          | John McEnroe         | 6-2 6-4             |
| 17. | 10 maggio 1987    | Audi Tournament, Ede                         | Terra rossa      | Paolo Canè           | 7-6 6-3             |
| 18. | 26 luglio 1987    | Head Classic, Stowe                          | Cemento          | Jimmy Arias          | 6-3 6-3             |
| 19. | 1º novembre 1987  | European Community Championship, Anversa     | Sintetico indoor | Miloslav Mečíř       | 5-7 6-1 6-4 6-3     |
| 20. | 10 gennaio 1988   | Sanctuary Cove Classic 1988, Gold Coast      | Cemento          | Wally Masur          | 6-7 7-6 6-4         |
| 21. | 1º maggio 1988    | Challenge of Champions, Atlanta              | Terra rossa      | Stefan Edberg        | 2–6 6–1 6–3         |
| 22. | 10 maggio 1988    | Audi Tournament, Ede                         | Terra rossa      | John Frawley         | 6–2 6–3             |
| 23. | 1º gennaio 1989   | New South Wales Invitational 1989, Newcastle | Cemento          | Carl-Uwe Steeb       | 6-3 7-6             |
| 24. | 12 febbraio 1989  | Volvo Tennis, Chicago                        | Sintetico indoor | Brad Gilbert         | 6-2 7-6             |
| 25. | 27 agosto 1989    | Hamlet Challenge Cup, Jericho                | Cemento          | Mikael Pernfors      | 4-6 6-2 6-4         |
| 26. | 7 ottobre 1989    | Stuttgart Classic, Stoccarda                 | Sintetico indoor | Miloslav Mečíř       | 6-3 4-6 4-6 6-1 6-4 |
| 27. | 22 ottobre 1989   | Germany Invitational, Essen                  | Sintetico indoor | Miloslav Mečíř       | 6-4 6-2             |
| 28. | 29 ottobre 1989   | European Community Champhiomships, Anversa   | Sintetico indoor | Miloslav Mečíř       | 6-2 6-2 1-6 6-4     |
| 29. | 10 giugno 1990    | Kent Championships, Beckenham                | Erba             | Darren Cahill        | 6–3 7–5             |
| 30. | 26 agosto 1990    | WCT Tournament of Champions, Forest Hills    | Cemento          | Aaron Krickstein     | 6–4 6–7 6–3         |
| 31. | 21 ottobre 1990   | Marlboro Championships, Hong Kong            | Sintetico indoor | Michael Chang        | 1–6 6–2 6–1 6–2     |
| 32. | 6 gennaio 1991    | Roche Racquet Classic, Salamander Bay        | Cemento          | Carl-Uwe Steeb       | 6–4 6–2             |
| 33. | 9 giugno 1991     | Kent Championships, Beckenham                | Erba             | Pat Cash             | 3–6 7–6 7–6         |
| 34. | 20 ottobre 1991   | Marlboro Championships, Hong Kong            | Sintetico indoor | David Wheaton        | 6–3 7–5 6–1         |
| 35. | 2 agosto 1992     | U.S. Pro Tennis Championships, Boston        | Cemento          | Richey Reneberg      | 6–3 6–3             |
| 36. | 25 ottobre 1992   | Marlboro Championships, Hong Kong            | Sintetico indoor | Michael Chang        | 6–3 4–6 6–4 6–4     |
| 37. | 18 luglio 1993    | U.S. Pro Tennis Championships, Boston        | Cemento          | Todd Martin          | 5–7 6–3 7–6         |
| 38. | 17 luglio 1994    | U.S. Pro Tennis Championships, Boston        | Cemento          | MaliVai Washington   | 7–5 7–6             |

#### Tornei con meno di 8 partecipanti
| No. | Data             | Torneo                                                       | Superficie       | Avversario in finale | Punteggio               |
| --- | ---------------- | ------------------------------------------------------------ | ---------------- | -------------------- | ----------------------- |
| 1.  | 5 novembre 1981  | Indian Classic Cup, Calcutta                                 | Cemento          | John Alexander       | 6-4 6-2                 |
| 2.  | 8 novembre 1981  | Indonesian Grand Prix Tennis, Giacarta                       | Cemento          | Wojciech Fibak       | 6–1 7–6                 |
| 3.  | 17 novembre 1981 | Luxembourg Special Exhibition Tennis Tournament, Lussemburgo | Sintetico indoor | John McEnroe         | 6–4, 6–2                |
| 4.  | 22 gennaio 1984  | Governors Cup, San Juan                                      | Sintetico indoor | Gene Mayer           | 6-3 6-2                 |
| 5.  | 8 aprile 1984    | Suntory Cup, Tokyo                                           | Sintetico indoor | John McEnroe         | 6-4 3-6 6-2             |
| 6.  | 21 aprile 1985   | Suntory Cup, Tokyo                                           | Sintetico indoor | John McEnroe         | 6-4 6-2                 |
| 7.  | 9 ottobre 1985   | Meadowlands Challenge, East Rutherford                       | Cemento          | John McEnroe         | 7-5 6-3                 |
| 8.  | 27 novembre 1985 | Rio International Challenge, Canberra                        | Sintetico indoor | Tim Mayotte          | 6–4 6–4                 |
| 9.  | 24 luglio 1986   | The Forum Championships Tennis Challenge Series, Inglewood   | Cemento          | John McEnroe         | 6–4 3–6 7-6             |
| 10. | 6 maggio 1987    | Royal Polo Club Tournament, Barcellona                       | Terra rossa      | John McEnroe         | 6-2 3-6 6-2             |
| 11. | 29 novembre 1987 | The Stakes Matches, West Palm Beach                          | Cemento          | Pat Cash             | 11-21 21-18 22-17 22-20 |
| 12. | 24 luglio 1988   | Hartmarx Racquet Club Apparel Tennis Classic, Monterey       | Cemento          | Kevin Curren         | 6–4 7–6                 |
| 13. | 28 maggio 1989   | Charity Matches Invitational, Marsiglia                      | Terra rossa      | Andre Agassi         | 6–3 6–3                 |
| 14. | 25 ottobre 1989  | All Stars Tennis Classic, Bologna                            | Sintetico indoor | John McEnroe         | 6–4 7–5                 |
| 15. | 25 ottobre 1990  | Big Four Tennis, Roma                                        | Sintetico indoor | Stefan Edberg        | 5–7 7–6 7–6             |
| 16. | 11 novembre 1990 | Muratti Shoot Out Tie-Break, Milano                          | Sintetico indoor | Jonas Svensson       | (7–5), (5–7), (7–4)     |
| 17. | 5 dicembre 1990  | Ebel Tennis Trophy, Bolzano                                  | Sintetico indoor | Goran Ivanišević     | 6–2 7–6                 |
| 18. | 5 dicembre 1990  | Swiss Invitational Tennis Cup, Zurigo                        | Sintetico indoor | Pete Sampras         | 3–6 7–6 6–4             |
| 19. | 1º dicembre 1991 | Transcontinental Tennis Cup, San Paolo                       | Cemento          | Jimmy Connors        | Ritiro nel terzo set    |

### Doppio

#### Vinte (6)
| Anno | Torneo                           | Partner        | Avversario in finale          | Punteggio in finale |
| 1979 | Berlin Open, Berlino             | Carlos Kirmayr | Jorge Andrew Stanislav Birner | 6-2, 6-1            |
| 1980 | Torneo Godó, Barcellona          | Steve Denton   | Pavel Složil Balázs Taróczy   | 6-2, 6-7, 6-3       |
| 1984 | Wembley Championship, Londra     | Andrés Gómez   | Pavel Složil Tomáš Šmíd       | 6-2, 6-2            |
| 1985 | Mercedes Cup, Stoccarda          | Tomáš Šmíd     | Andy Kohlberg João Soares     | 3-6, 6-4, 6-2       |
| 1986 | Paine Webber Classic, Fort Myers | Andrés Gómez   | Peter Doohan Paul McNamee     | 7–5, 6–4            |
| 1987 | South Australian Open, Adelaide  | Bill Scanlon   | Peter Doohan Laurie Warder    | 6-7, 6-3, 6-4       |

### Doppio misto
Nessuna finale giocata

## Risultati in progressione
| Sigla | Risultato               |
| ----- | ----------------------- |
| V     | Vincitore               |
| F     | Finalista               |
| SF    | Semifinalista           |
| O     | Oro olimpico            |
| A     | Argento olimpico        |
| SF    | Bronzo olimpico         |
| QF    | Quarti di Finale        |
| 4T    | Quarto turno            |
| 3T    | Terzo turno             |
| 2T    | Secondo turno           |
| 1T    | Primo turno             |
| RR    | Round Robin             |
| LQ    | Turno di qualificazione |
| A     | Assente                 |
| ND    | Non disputato           |

| Legenda superfici    |
| -------------------- |
| Cemento              |
| Terra battuta        |
| Erba                 |
| Superficie variabile |

|                                             | Cecoslovacchia | Cecoslovacchia | Cecoslovacchia | Cecoslovacchia | Cecoslovacchia | Cecoslovacchia | Cecoslovacchia | Cecoslovacchia | Cecoslovacchia | Cecoslovacchia | Cecoslovacchia | Cecoslovacchia | Cecoslovacchia | Cecoslovacchia | Stati Uniti   | Stati Uniti   | Stati Uniti   |          |        |
| Torneo                                      | 1978           | 1979           | 1980           | 1981           | 1982           | 1983           | 1984           | 1985           | 1986           | 1987           | 1988           | 1989           | 1990           | 1991           | 1992          | 1993          | 1994          | SR       | V–S    |
| Grande Slam                                 |                |                |                |                |                |                |                |                |                |                |                |                |                |                |               |               |               |          |        |
| Australian Open                             | A              | A              | 2T             | A              | A              | F              | 4T             | SF             | ND             | SF             | SF             | V              | V              | F              | QF            | 1T            | 4T            | 2 / 12   | 48–10  |
| Open di Francia                             | 1T             | 4T             | 3T             | F              | 4T             | QF             | V              | F              | V              | V              | QF             | 4T             | A              | A              | 2T            | 1T            | 1T            | 3 / 15   | 53–12  |
| Wimbledon                                   | A              | 1T             | 3T             | 1T             | A              | SF             | SF             | 4T             | F              | F              | SF             | SF             | SF             | 3T             | 4T            | 2T            | A             | 0 / 14   | 48–14  |
| US Open                                     | A              | 2T             | QF             | 4T             | F              | F              | F              | V              | V              | V              | F              | F              | QF             | SF             | QF            | 1T            | 2T            | 3 / 16   | 73–13  |
| Vittorie-sconfitte                          | 0–1            | 4–3            | 9–4            | 9–3            | 9–2            | 20–4           | 20–3           | 20–3           | 20–1           | 24–2           | 20–4           | 21–3           | 16–2           | 13–3           | 12–4          | 1–4           | 4–3           | 8 / 57   | 222–49 |
| Torneo di fine anno                         |                |                |                |                |                |                |                |                |                |                |                |                |                |                |               |               |               |          |        |
| Masters Grand Prix                          | A              | A              | F              | V              | V              | F              | F              | V              | V              | V              | F              | SF             | SF             | SF             | A             | A             | A             | 5 / 12   | 39–10  |
| WCT Finals                                  | A              | A              | SF             | A              | V              | F              | A              | V              | A              | A              | A              | SF             | A              | A              | A             | A             | A             | 2 / 5    | 10-3   |
| WCT Fall Finals                             | Non disputato  | Non disputato  | Non disputato  | Non disputato  | V              | Non disputato  | Non disputato  | Non disputato  | Non disputato  | Non disputato  | Non disputato  | Non disputato  | Non disputato  | Non disputato  | Non disputato | Non disputato | Non disputato |          |        |
| WCT Winter Finals                           | Non disputato  | Non disputato  | Non disputato  | Non disputato  | A              | V              | Non disputato  | Non disputato  | Non disputato  | Non disputato  | Non disputato  | Non disputato  | Non disputato  | Non disputato  | Non disputato | Non disputato | Non disputato |          |        |
| WCT Spring Finals                           | Non disputato  | Non disputato  | Non disputato  | Non disputato  | A              | V              | Non disputato  | Non disputato  | Non disputato  | Non disputato  | Non disputato  | Non disputato  | Non disputato  | Non disputato  | Non disputato | Non disputato | Non disputato |          |        |
| Grand Slam Cup                              | Non disputato  | Non disputato  | Non disputato  | Non disputato  | Non disputato  | Non disputato  | Non disputato  | Non disputato  | Non disputato  | Non disputato  | Non disputato  | Non disputato  | QF             | SF             | A             | A             | A             |          |        |
| Altri tornei                                |                |                |                |                |                |                |                |                |                |                |                |                |                |                |               |               |               |          |        |
| Aix-en-Provence Open, Aix-en-Provence       | SF             | Non disputato  | Non disputato  | Non disputato  | Non disputato  | A              | A              | Non disputato  | Non disputato  | Non disputato  | Non disputato  | Non disputato  | Non disputato  | Non disputato  | Non disputato | Non disputato | Non disputato | 0/1      | 3-1    |
| Madrid Tennis Grand Prix, Madrid            | 1T             | A              | SF             | V              | F              | A              | A              | A              | A              | A              | A              | A              | A              | A              | 1T            | A             | QF            | 1/6      | 15-5   |
| Torneo Godó, Barcellona                     | SF             | 3T             | V              | V              | QF             | A              | A              | A              | A              | A              | A              | SF             | A              | A              | QF            | QF            | A             |          |        |
| Vienna Indoor, Vienna                       | 1T             | SF             | A              | V              | A              | A              | A              | A              | A              | A              | A              | A              | A              | A              | A             | A             | A             |          |        |
| Cologne Grand Prix, Colonia                 | 2T             | A              | A              | V              | A              | A              | A              | A              | A              | Non disputato  | Non disputato  | Non disputato  | Non disputato  | Non disputato  | Non disputato | Non disputato | Non disputato |          |        |
| Stockholm Open, Stoccolma                   | 2T             | A              | A              | A              | A              | A              | A              | A              | A              | A              | A              | V              | A              | 3T             | A             | A             | A             |          |        |
| ATP Linz, Linz                              | ND             | SF             | A              | A              | A              | Non disputato  | Non disputato  | Non disputato  | Non disputato  | Non disputato  | Non disputato  | Non disputato  | Non disputato  | Non disputato  | Non disputato | Non disputato | Non disputato |          |        |
| ATP Nizza, Nizza                            | A              | 2T             | A              | A              | A              | A              | A              | A              | A              | A              | A              | A              | A              | A              | A             | F             | A             |          |        |
| Monte Carlo Open, Montecarlo                | A              | 1T             | 2T             | A              | F              | 1T             | QF             | V              | A              | A              | V              | A              | A              | A              | A             | 3T            | A             |          |        |
| ATP Firenze, Firenze                        | A              | 1T             | A              | A              | A              | A              | A              | A              | A              | A              | A              | A              | A              | A              | A             | A             | A             |          |        |
| Internazionali d'Italia, Roma               | A              | 3T             | QF             | SF             | A              | A              | A              | A              | V              | 3T             | V              | A              | A              | A              | 2T            | 1T            | A             |          |        |
| Brussels Outdoor, Bruxelles                 | A              | F              | A              | A              | Non disputato  | Non disputato  | Non disputato  | Non disputato  | Non disputato  | Non disputato  | Non disputato  | Non disputato  | Non disputato  | Non disputato  | Non disputato | Non disputato | Non disputato |          |        |
| Berlin Open, Berlino                        | A              | QF             | Non disputato  | Non disputato  | Non disputato  | Non disputato  | Non disputato  | Non disputato  | Non disputato  | Non disputato  | Non disputato  | Non disputato  | Non disputato  | Non disputato  | Non disputato | Non disputato | Non disputato |          |        |
| U.S. Men's Clay Court Championships         | A              | QF             | 2T             | F              | A              | V              | A              | V              | A              | A              | A              | A              | A              | A              | A             | A             | A             |          |        |
| Canada Open, Toronto/Montreal               | A              | SF             | V              | V              | F              | V              | 2T             | F              | 3T             | V              | V              | V              | A              | SF             | F             | QF            | 3T            |          |        |
| U.S. Pro Tennis Championships, Boston       | A              | QF             | A              | A              | QF             | A              | A              | A              | A              | A              | A              | A              | I              | I              | I             | I             | I             |          |        |
| Torneo                                      | 1978           | 1979           | 1980           | 1981           | 1982           | 1983           | 1984           | 1985           | 1986           | 1987           | 1988           | 1989           | 1990           | 1991           | 1992          | 1993          | 1994          | SR       | V–S    |
| Swiss Indoors, Basilea                      | A              | QF             | V              | V              | A              | A              | A              | A              | A              | A              | A              | A              | A              | A              | SF            | 1T            | A             |          |        |
| Tokyo Indoor, Tokyo                         | A              | 2T             | QF             | A              | A              | V              | F              | V              | SF             | F              | A              | A              | V              | SF             | V             | V             | A             |          |        |
| ATP Buenos Aires, Buenos Aires              | A              | SF             | A              | V              | A              | Non disputato  | Non disputato  | A              | A              | A              | A              | Non disputato  | Non disputato  | Non disputato  | A             | A             | A             |          |        |
| Indian Wells Masters, Indian Wells          | A              | A              | 3T             | F              | F              | A              | A              | A              | A              | A              | A              | A              | A              | A              | A             | A             | A             |          |        |
| Denver Open, Denver                         | A              | A              | 1T             | A              | A              | Non disputato  | Non disputato  | Non disputato  | Non disputato  | Non disputato  | Non disputato  | Non disputato  | Non disputato  | Non disputato  | Non disputato | Non disputato | Non disputato |          |        |
| U.S. Indoor National Championships, Memphis | A              | A              | 3T             | A              | A              | A              | A              | A              | A              | A              | A              | A              | A              | SF             | A             | A             | A             |          |        |
| Washington Indoor, Washington               | A              | A              | F              | Non disputato  | Non disputato  | Non disputato  | Non disputato  | Non disputato  | Non disputato  | Non disputato  | Non disputato  | Non disputato  | Non disputato  | Non disputato  | Non disputato | Non disputato | Non disputato |          |        |
| ABN AMRO World Tennis Tournament, Rotterdam | A              | A              | SF             | A              | A              | A              | F              | A              | A              | A              | A              | A              | A              | F              | 2T            | A             | A             |          |        |
| Frankfurt Grand Prix, Francoforte           | Non disputato  | Non disputato  | 1T             | 2T             | V              | Non disputato  | Non disputato  | Non disputato  | Non disputato  | A              | A              | A              | Non disputato  | Non disputato  | Non disputato | Non disputato | Non disputato |          |        |
| Milan Indoor, Milano                        | Non disputato  | Non disputato  | SF             | A              | A              | V              | A              | A              | V              | A              | A              | A              | V              | 2T             | A             | A             | A             |          |        |
| Houston Open, Houston                       | A              | A              | V              | A              | V              | V              | A              | A              | A              | Non disputato  | Non disputato  | Non disputato  | Non disputato  | Non disputato  | Non disputato | Non disputato | Non disputato |          |        |
| Los Angeles Open, Los Angeles               | A              | A              | QF             | A              | A              | A              | A              | A              | A              | A              | A              | A              | A              | A              | A             | A             | A             |          |        |
| Alan King Tennis Classic, Las Vegas         | A              | A              | SF             | V              | A              | A              | ND             | A              | Non disputato  | Non disputato  | Non disputato  | Non disputato  | Non disputato  | Non disputato  | Non disputato | Non disputato | Non disputato |          |        |
| ATP German Open, Amburgo                    | A              | A              | SF             | A              | A              | 3T             | A              | A              | A              | V              | A              | V              | A              | 2T             | 2T            | QF            | 1T            |          |        |
| Austrian Open, Kitzbühel                    | A              | A              | F              | A              | A              | A              | A              | A              | A              | A              | A              | A              | A              | A              | A             | A             | A             |          |        |
| ATP Volvo International, North Conway       | A              | A              | SF             | SF             | V              | A              | A              | F              | V              | F              | 2T             | A              | 2T             | SF             | QF            | 3T            | A             |          |        |
| Cincinnati Open, Cincinnati                 | A              | A              | QF             | A              | V              | SF             | A              | A              | A              | A              | A              | A              | A              | 3T             | F             | 2T            | 2T            |          |        |
| Japan Open Tennis Championships, Tokyo      | A              | A              | V              | A              | A              | A              | A              | A              | A              | 3T             | A              | F              | SF             | F              | A             | A             | F             |          |        |
| Hong Kong Open, Hong Kong                   | A              | A              | V              | A              | A              | A              | A              | A              | A              | A              | Non disputato  | Non disputato  | A              | A              | A             | A             | SF            |          |        |
| ATP Taipei, Taipei                          | A              | A              | V              | A              | A              | A              | A              | Non disputato  | Non disputato  | Non disputato  | Non disputato  | Non disputato  | Non disputato  | Non disputato  | A             | A             | A             |          |        |
| Bangkok Tennis Classic, Bangkok             | Non disputato  | Non disputato  | SF             | A              | A              | Non disputato  | Non disputato  | Non disputato  | Non disputato  | Non disputato  | Non disputato  | Non disputato  | Non disputato  | Non disputato  | Non disputato | Non disputato | Non disputato |          |        |
| New South Wales Open, Sydney                | A              | A              | V              | A              | A              | A              | A              | A              | A              | A              | A              | A              | QF             | 1T             | 1T            | A             | F             |          |        |
| Richmond WCT, Richmond                      | A              | A              | A              | F              | A              | A              | A              | Non disputato  | Non disputato  | Non disputato  | Non disputato  | Non disputato  | Non disputato  | Non disputato  | Non disputato | Non disputato | Non disputato |          |        |
| Stuttgart Indoor, Stoccarda                 | A              | A              | A              | V              | Non disputato  | Non disputato  | Non disputato  | Non disputato  | Non disputato  | Non disputato  | Non disputato  | Non disputato  | Non disputato  | Non disputato  | Non disputato | Non disputato | Non disputato |          |        |
| Mercedes Cup, Stoccarda                     | A              | A              | A              | F              | A              | A              | A              | V              | Non disputato  | Non disputato  | Non disputato  | Non disputato  | Non disputato  | Non disputato  | Non disputato | Non disputato | Non disputato |          |        |
| Washington Open, Washington                 | A              | A              | A              | QF             | V              | A              | A              | A              | A              | V              | A              | A              | A              | A              | QF            | 2T            | 3T            |          |        |
| Delray Beach WCT, Delray Beach              | Non disputato  | Non disputato  | Non disputato  | Non disputato  | V              | 1T             | Non disputato  | Non disputato  | Non disputato  | Non disputato  | Non disputato  | Non disputato  | Non disputato  | Non disputato  | Non disputato | Non disputato | Non disputato |          |        |
| Torneo                                      | 1978           | 1979           | 1980           | 1981           | 1982           | 1983           | 1984           | 1985           | 1986           | 1987           | 1988           | 1989           | 1990           | 1991           | 1992          | 1993          | 1994          | SR       | V–S    |
| Genoa WCT, Genova                           | Non disputato  | Non disputato  | Non disputato  | Non disputato  | V              | Non disputato  | Non disputato  | Non disputato  | Non disputato  | Non disputato  | Non disputato  | Non disputato  | Non disputato  | Non disputato  | Non disputato | Non disputato | Non disputato |          |        |
| Munich WCT, Monaco di Baviera               | Non disputato  | Non disputato  | Non disputato  | Non disputato  | V              | 1T             | Non disputato  | Non disputato  | Non disputato  | Non disputato  | Non disputato  | Non disputato  | Non disputato  | Non disputato  | Non disputato | Non disputato | Non disputato |          |        |
| Strasbourg WCT, Strasburgo                  | Non disputato  | Non disputato  | Non disputato  | Non disputato  | V              | Non disputato  | Non disputato  | Non disputato  | Non disputato  | Non disputato  | Non disputato  | Non disputato  | Non disputato  | Non disputato  | Non disputato | Non disputato | Non disputato |          |        |
| WCT Tournament of Champions, Forest Hills   | Non disputato  | Non disputato  | Non disputato  | Non disputato  | V              | 3T             | F              | F              | SF             | A              | A              | V              | Non disputato  | Non disputato  | Non disputato | Non disputato | Non disputato |          |        |
| Los Angeles WCT, Los Angeles                | Non disputato  | Non disputato  | Non disputato  | Non disputato  | V              | Non disputato  | Non disputato  | Non disputato  | Non disputato  | Non disputato  | Non disputato  | Non disputato  | Non disputato  | Non disputato  | Non disputato | Non disputato | Non disputato |          |        |
| Hartford WCT, Hartford                      | A              | Non disputato  | Non disputato  | Non disputato  | V              | Non disputato  | Non disputato  | Non disputato  | Non disputato  | Non disputato  | Non disputato  | Non disputato  | Non disputato  | Non disputato  | Non disputato | Non disputato | Non disputato |          |        |
| U.S. Pro Indoor, Filadelfia                 | A              | A              | A              | A              | A              | F              | F              | A              | V              | A              | 3T             | A              | A              | V              | A             | F             | 2T            |          |        |
| Queen's Club Championships, Londra          | A              | A              | A              | A              | A              | SF             | 1T             | A              | A              | A              | A              | V              | V              | 2T             | 2T            | 2T            | A             |          |        |
| Pacific Coast Championships, San Francisco  | A              | A              | A              | A              | A              | V              | A              | A              | A              | SF             | A              | A              | A              | A              | A             | A             | A             |          |        |
| Australian Indoor Championships, Sydney     | A              | A              | A              | A              | A              | QF             | F              | V              | F              | V              | A              | V              | SF             | 3T             | QF            | 1T            | A             |          |        |
| ATP Lussemburgo, Lussemburgo                | Non disputato  | Non disputato  | Non disputato  | Non disputato  | Non disputato  | Non disputato  | V              | Non disputato  | Non disputato  | Non disputato  | Non disputato  | Non disputato  | Non disputato  | Non disputato  | Non disputato | Non disputato | Non disputato |          |        |
| Wembley Championship, Londra                | A              | A              | A              | A              | A              | A              | V              | V              | A              | V              | A              | A              | A              | Non disputato  | Non disputato | Non disputato | Non disputato |          |        |
| Miami Masters, Miami                        | A              | A              | A              | A              | A              | A              | A              | 4T             | V              | F              | A              | V              | 4T             | A              | A             | A             | 2T            |          |        |
| Paine Webber Classic, Fort Myers            | Non disputato  | Non disputato  | Non disputato  | Non disputato  | Non disputato  | Non disputato  | Non disputato  | V              | V              | Non disputato  | Non disputato  | Non disputato  | Non disputato  | Non disputato  | Non disputato | Non disputato | Non disputato |          |        |
| Chicago Grand Prix, Chicago                 | Non disputato  | Non disputato  | Non disputato  | Non disputato  | Non disputato  | Non disputato  | Non disputato  | A              | F              | A              | Non disputato  | Non disputato  | A              | Non disputato  | Non disputato | Non disputato | Non disputato |          |        |
| Eagle Classic, Scottdale                    | Non disputato  | Non disputato  | Non disputato  | Non disputato  | Non disputato  | Non disputato  | Non disputato  | Non disputato  | A              | A              | A              | V              | ND             | ND             | A             | A             | A             |          |        |
| ATP Bordeaux, Bordeaux                      | ND             | A              | A              | A              | A              | A              | A              | A              | A              | A              | A              | V              | A              | A              | QF            | A             | A             |          |        |
| Paris Open, Parigi                          | ND             | A              | A              | A              | A              | A              | A              | A              | A              | A              | A              | A              | 3T             | A              | A             | 1T            | A             |          |        |
| BMW Open, Monaco di Baviera                 | A              | A              | A              | A              | A              | A              | A              | A              | A              | A              | A              | A              | A              | SF             | A             | V             | A             |          |        |
| Waldbaum's Hamlet Cup, Long Island          | Non disputato  | Non disputato  | Non disputato  | Non disputato  | Non disputato  | Non disputato  | Non disputato  | Non disputato  | Non disputato  | Non disputato  | Non disputato  | Non disputato  | A              | V              | F             | A             | A             |          |        |
| Stockholm Open, Stoccolma                   | A              | A              | A              | A              | A              | A              | A              | A              | A              | A              | A              | A              | A              | 3T             | A             | A             | A             |          |        |
| Stuttgart Championship Series, Stoccarda    | A              | A              | A              | A              | A              | A              | A              | A              | A              | A              | A              | A              | F              | A              | 2T            | A             | A             |          |        |
| Estoril Open, Estoril                       | A              | A              | A              | A              | A              | A              | A              | A              | A              | A              | A              | A              | A              | A              | QF            | 2T            | A             |          |        |
| European Community Championship, Anversa    | A              | A              | A              | A              | A              | A              | A              | A              | A              | A              | A              | A              | A              | A              | 2T            | 1T            | A             |          |        |
| Open 13, Marsiglia                          | A              | A              | A              | A              | A              | A              | A              | A              | A              | A              | A              | A              | A              | A              | A             | 2T            | A             |          |        |
| Schenectady Open, Schenectady               | Non disputato  | Non disputato  | Non disputato  | Non disputato  | Non disputato  | Non disputato  | Non disputato  | A              | A              | A              | A              | A              | A              | A              | A             | QF            | A             |          |        |
| Tornei giocati                              | 7              | 17             | 33             | 21             | 23             | 23             | 16             | 17             | 15             | 16             | 10             | 17             | 16             | 21             | 24            | 25            | 18            | 319      |        |
| Vittorie                                    | 0              | 0              | 7              | 10             | 15             | 7              | 3              | 11             | 9              | 8              | 3              | 10             | 5              | 3              | 1             | 2             | 0             | 94       |        |
| Finali                                      | 0              | 1              | 3              | 5              | 5              | 6              | 8              | 3              | 3              | 4              | 2              | 2              | 1              | 3              | 3             | 2             | 1             | 52       |        |
| Semifinali                                  | 2              | 3              | 8              | 2              | 0              | 3              | 1              | 1              | 2              | 2              | 2              | 4              | 4              | 6              | 2             | 0             | 1             | 43       |        |
| Quarti di finale                            | 0              | 4              | 5              | 1              | 2              | 2              | 1              | 0              | 0              | 0              | 1              | 0              | 3              | 0              | 8             | 5             | 4             | 36       |        |
| 16 mi di finale                             | 1              | 5              | 3              | 2              | 1              | 1              | 1              | 2              | 1              | 2              | 1              | 1              | 2              | 5              | 7             | 4             | 7             | 46       |        |
| 32 mi di finale                             | 2              | 2              | 7              | 0              | 0              | 4              | 1              | 0              | 0              | 0              | 1              | 0              | 1              | 4              | 2             | 6             | 1             | 31       |        |
| 64 mi di finale                             | 1              | 1              | 0              | 0              | 0              | 0              | 1              | 0              | 0              | 0              | 0              | 0              | 0              | 0              | 1             | 3             | 3             | 10       |        |
| 128 mi di finale                            | 1              | 1              | 0              | 1              | 0              | 0              | 0              | 0              | 0              | 0              | 0              | 0              | 0              | 0              | 0             | 3             | 1             | 7        |        |
| Match vinti-persi                           | 9–7            | 41-19          | 110-28         | 96-14          | 106-9          | 75-16          | 62-16          | 84-7           | 74-6           | 74-7           | 41-8           | 79-7           | 54-12          | 55-18          | 50-24         | 33-23         | 28-18         | 1071-239 |        |
| %Match vinti                                | 56,25%         | 66,12%         | 79,56%         | 87,27%         | 92,17%         | 82,42%         | 79,49%         | 92,31%         | 92,50%         | 91,36%         | 83,67%         | 91,86%         | 81,82%         | 75,34%         | 67,57%        | 58,93%        | 60,87%        | 81,75%   |        |
| Classifica ATP a fine anno                  | 74             | 20             | 6              | 2              | 3              | 2              | 3              | 1              | 1              | 1              | 2              | 1              | 3              | 5              | 8             | 19            | 54            | -        |        |

## Record
- Record aggiornati al 14 luglio 2015
- Vincitore di 8 tornei del Grande Slam (al pari di Jimmy Connors, Andre Agassi e superato da soli 8 giocatori nella storia).
- Ha vinto 222 match nei tornei del Grande Slam (quarto dopo Federer, Connors e Agassi).
- 14 anni consecutivi ('80-'93) vincendo almeno un torneo ATP (poi superato da Federer nel 2015 con 15 anni).
- 8 finali consecutive all'US Open ('82-'89), come Bill Tilden ('18-'25), record superato nella storia dei majors solo dalle nove finali di Navrátilová a Wimbledon ('82-'90), e di Pancho González agli US Pro Championships ('51-'59).
- 10 volte consecutive almeno in semifinale nei tornei del Grande Slam, dagli US Open del 1985 agli Australian Open 1988 (secondo dopo Roger Federer), 14 consecutive almeno ai quarti di finale (quarto dopo Federer, Connors e Novak Đoković).
- 11 anni consecutivi (1981-1991) in cui ha raggiunto almeno una finale del Grande Slam (record condiviso con Pete Sampras 1992-2002).
- 4 volte n.1 mondiale a fine stagione (1985, 1986, 1987, 1989) (quarto assieme a John McEnroe, dopo Pete Sampras con 6 e Connors e Federer con 5).
- È uno dei 5 giocatori (con Connors, McEnroe, Pete Sampras e Federer) a essere stato al n. 1 mondiale a fine stagione per almeno tre anni consecutivi (1985-1987).
- È uno dei 5 giocatori (con Connors, Pete Sampras, Lleyton Hewitt e Federer) che hanno mantenuto il 1º posto in classifica per tutte le settimane di un intero anno.
- 4 volte Campione del Mondo ITF (1985, 1986, 1987, 1990) (terzo dietro Pete Sampras con 6 e Roger Federer con 5).
- 3 volte ATP Player of the Year (1985, 1986, 1987).
- 94 tornei ATP vinti in carriera (quarto assoluto dopo Connors con 109 titoli, Federer con 103 e Novak Đoković con 95).
- 270 settimane come numero 1 del mondo (terzo dopo Federer con 310 settimane e Sampras con 286).
- 157 settimane consecutive al n. 1, dal 9 settembre 1985 all'11 settembre 1988 (terzo dietro a Federer e Connors)
- 588 settimane consecutive fra i primi 5 giocatori al mondo, dal 20 ottobre 1980 al 20 gennaio 1992 (secondo dietro Connors con 659 settimane).
- 626 settimane consecutive fra i primi 10 giocatori al mondo, dal 19 maggio 1980 all'11 maggio 1992 (secondo dietro Connors con 788 settimane).
- 1068 partite vinte nei tornei ATP (quinto dopo Connors, Roger Federer, Novak Đoković e Rafael Nadal).
- Più lunga serie di vittorie indoor: 66 partite tra l'aprile 1981 (sconfitto da Tomáš Šmíd a Francoforte) e gennaio 1983 (sconfitto da McEnroe in finale a Philadelphia).
- Seconda più lunga serie vincente su tutte le superfici: 44 partite fra il 1981 e il 1982 (dopo Guillermo Vilas con 46 partite nel 1977).
- Unico giocatore ad avere vinto 3 tornei in tre settimane consecutive su 3 diverse superfici (1985: a Fort Myers sul cemento, a Montecarlo sulla terra rossa, a Dallas sul sintetico).
- Record finali consecutive in tornei di singolare (18) fra il 1981 e il 1982.
- Unico giocatore ad aver vinto almeno 90 partite in tre anni consecutivi (1980, 1981, 1982).
- Unico giocatore ad aver vinto almeno il 90% delle sue partite in cinque anni diversi (1982: 106-9, 1985: 84-7; 1986: 74-6; 1987: 74-7; 1989: 79-7).
- Record di nove finali consecutive (1980-88) al Masters.
- 5 vittorie al Masters Cup (poi eguagliato da Pete Sampras e superato da Roger Federer) e nove finali consecutive (record assoluto).
- 15 tornei vinti in un solo anno (1982) (secondo dopo Vilas che ha vinto 16 titoli nel 1977).
- 3 finali consecutive agli Australian Open, 4 consecutive al Roland Garros, due consecutive a Wimbledon.

### Statistica sfide con gli altri campioni
| Vittorie | Sconfitte | % vittorie | Avversario    |
| -------- | --------- | ---------- | ------------- |
| 6        | 2         | 75         | Andre Agassi  |
| 11       | 10        | 52         | Boris Becker  |
| 2        | 5         | 28         | Björn Borg    |
| 5        | 3         | 62         | Pat Cash      |
| 5        | 2         | 71         | Michael Chang |
| 22       | 13        | 63         | Jimmy Connors |
| 4        | 0         | 100        | Jim Courier   |
| 13       | 14        | 48         | Stefan Edberg |
| 21       | 15        | 58         | John McEnroe  |
| 3        | 5         | 38         | Pete Sampras  |
| 15       | 7         | 68         | Mats Wilander |

Fonte: 